# ČSD-Baureihe M 131.0
Als ČSD-Baureihe M 131.0 wurden zweiachsige Triebwagen der einstigen Tschechoslowakischen Staatsbahnen (ČSD) für den Verkehr auf Nebenbahnen bezeichnet.

## Geschichte
1929 entstanden diese Triebwagen bei Vagonka Studénka in zwei Serien mit elektrischer Leistungsübertragung nach dem einfachen System GEBUS. Die Firma mit ihren Werken in Wien und Salzburg befasste sich mit der elektrischen Ausrüstung von elektrischen Schienenfahrzeugen.
Die Fahrzeuge bildeten die technische Basis für die Baureihe M 122.0, die nach 1930 in größerer Stückzahl gefertigt wurde.
Ein Einsatz der Fahrzeuge ist für die mittelböhmische Lokalbahn Čelákovice–Mochov belegt. Dort führte M 131.001 am 14. Mai 1939 den Eröffnungszug des Personenverkehrs.

## Technische Merkmale
Die Basis der Leistungsübertragung  des Fahrzeuges ist ein Sechszylinder-Viertakt-Ottomotor von Gräf & Stift. Dieser Motor hatte einen Zylinderdurchmesser von 115 mm und einem Hub von 125 mm. Die Konstrukteure gingen dabei den Weg zur Leistungssteigerung über einen kleinen Hub und höhere Drehzahl. Vermutlich waren die Betriebsergebnisse nicht gut, denn bei der Baureihe M 122.0 wurde ein Motor von Tatra eingesetzt. Die elektrische Leistungsübertragung nach dem System GEBUS wurde von der Nachfolgebaureihe hingegen ebenfalls übernommen.
Der Wagenkasten hatte drei Teile. Das Abteil für die Reisenden hatte bei der ersten Serie 58 Sitzplätze. Die Führerstände waren jeweils an den Enden des Fahrzeuges. Der hintere Teil war bei der zweiten Serie größer als der vordere. In ihm war ein WC angeordnet und diesem gegenüber ein Gepäckabteil. Die Anzahl der Sitzplätze erniedrigte sich dadurch auf 48. Außerdem unterschied sich die zweite Serie durch das Gesamtgewicht. Die Heizung des Motorwagens erfolgte durch die Abgase des Motors. Dies und die übrigen Einrichtungen, wie die Bremse, bewährten sich und wurden in die Baureihe M 122.0 übernommen.

## Literatur

Prinzip der Leistungsübertragung nach System GEBUS